# Schneider Grunau Baby
A Schneider Grunau Baby egy együléses vitorlázó repülőgép, amely arról a városról kapta a nevét ahol Schneider gyár működött - napjainkban Jeżów Sudecki Lengyelországban) . Az első példányt 1931-ben Németországban építették, összesen 6000 példányban készülhetett mintegy 20 országban. Tervek alapján viszonylag könnyen megépíthető volt. Képes volt egyszerűbb műrepülő gyakorlatok végrehajtására, továbbá jól tűrte az időnként előforduló kemény földet éréseket. Akkoriban amikor a Baby először megjelent, az volt az elfogadott nézet, hogy a pilótának olyannyira éreznie kell a szabad légáramlást, amennyire csak lehetséges, hogy minél jobban érezze a levegő pillanatnyi fel és le áramlását, hogy minél jobban érezze a hőmérséklet változását, stb.
Edmund Schneider az általa előző évben tervezett ESG 31 kisebb változatának szánta, melybe felhasználta Akaflieg Darmstadt új elliptikus szárny kialakításról készült munkáját is. A szándék az volt, hogy a repülőgép alkalmas legyen mind oktatási célra, mind útvonal vitorlázásra. Ebben az időben jellemző volt, hogy a gépek támasztott felső szárnnyal, hatszög keresztmetszetű törzzsel és nyitott pilótafülkével készültek. A Baby azonnal sikeres lett és Wolf Hirth a neves vitorlázóbajnok is lelkesen reklámozta. Egy Schneider terveivel nem összefüggő 1932-es halálos balesetet követően jelentősen áttervezték. Ezzel megalkották a Baby II-t. Ez a változat, illetve az ezt követő végleges Baby IIb lett a Német Légi Sportok Szövetségének (a későbbi Nemzetiszocialista Repülő Alakulat) szabvány vitorlázó repülőgépe.
1941-ben a Brazíliai Laminação Nacional de Metais (későbbi nevén Companhia Aeronáutica Paulista) gyárában "Alcatraz" néven 30 db Grunau Baby repülőgépet építettek. A második világháborút követően Franciaországban (Nord 1300 néven), az Egyesült Királyságban (Elliotts Baby EoN és Slingsby T5 néven- Slingsby számos saját tervének alapjához is használta) gyártották. Edmund Schneider Ausztráliába történő kivándorlását követően továbbfejlesztette a repülőgépet és megtervezte a Baby 3 és Baby 4 zárt pilótafülkés típusokat.

## Típusváltozatok
ESG 31
A Baby elődje, nagyobb és kevésbé kifinomult szárnyakkal.
Baby
Az első változat, egy ESG 31 Akaflieg Darmstadt munkássága nyomán továbbfejlesztett szárnyakkal.
Baby II

Baby IIa

Baby IIb

Baby III

Alcatraz
30 db a brazíliai Laminação Nacional de Metais, későbbi nevén CAP Companhia Aeronáutica Paulista gyárában licenc alapján épített repülőgép.
Nord 1300
Franciaországi licenc gyártásban a Nord Aviation üzemében.
Elliotts Baby EoN
Angliai licenc gyártásban az Elliotts of Newbury üzemében.
Slingsby T5
Angliai licenc gyártásban a Slingsby Sailplanes üzemében.
Baby 3
Háború után zárt pilótafülkével újratervezett változat, melyet Edmund Schneider ausztráliai kivándorlása után készített.
Baby 4
További fejlesztés az ausztráliai gyártáshoz.
AB Flygplan Se-102
Svédországi licenc gyártmány a Svéd Királyi Légierő részére.
Hawkridge Grunau Baby
Licencben készült Grunau Babyk

## Túlélő példányok
- Grunau Baby II B-2 (LZ–NZ): National Air and Space Museum (NASM) , Washington (D.C.)[1]
- Grunau Baby II (HB-87): Bázeli Vitorlázóklub repülőterén állomásozik.[2]
- Grunau Baby IIa (D-1079): Német Vitorlázórepülő Múzeum[3]
- Grunau Baby III (D-4303): Német Vitorlázórepülő Múzeum[4]
- Grunau Baby III (D-1977): Fischbek Vitorlázó Klub, Hamburg[5]
- Grunau Baby III (D-6340): magántulajdonban a Witzenhausen-Burgberg vitorlázó repülőteren[6]
- Grunau Baby IIb (OY-AUX): Dansk Veteránrepülő Gyűjtemény[7]
- Grunau Baby IIb (D–1065): Flugwerft Schleißheim.[8]
- Grunau Baby IIb (D-0117): magántulajdonban, Münster-Osnabrück Sportrepülő Centrumban állomásozik
- Grunau Baby IIb (D-2411, korábban DM-1084): magántulajdonban, Auerbach Repülőklubnál állomásozik
- Grunau Baby IIb (D-4764): Quax Alapítvány a történelmi repülőeszközökért,[9] Hamm-ban állomásozik, Luftsportclub Hamm e.V.
- Grunau Baby IIb (D-6176): LSG-Schäferstuhl,[10] Salzgitter-ben állomásozik.
- Grunau Baby IIb (OE-0442): még mindig repül Heeresflugsportgruppe Albatros klubnál, 2 eredeti példány az Osztrák Szövetségi Hadseregtől érkezett (1958 és 1962 között üzemeltették)